# Aquitano-pyrénéen

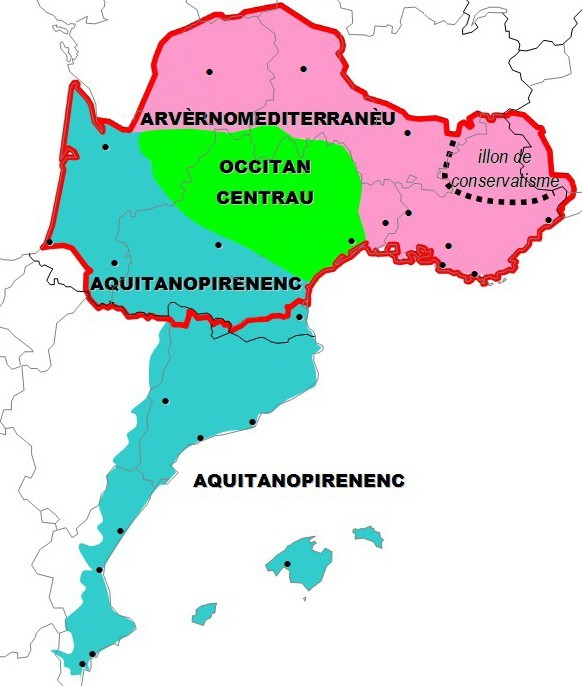
Classification supra-dialectale des langues et dialectes occitano-romans (occitan et catalan). Aquitano-pyrénéen (au sud) en bleu.

Aquitano-pyrénéen (en occitan : aquitanopirenenc) se réfère à une classification supra-dialectale des  langues et dialectes occitano-romans), définie par Pierre Bec (1921-2014). L'aquitano-pyrénéen (groupe supradialectal) comprend le gascon, le languedocien pyrénéen et le catalan.

## Classifications

### Classification des parlers
Depuis plus d'un siècle, les travaux de comparaison des parlers du Midi de la France (parlers d'oc, occitan) ont amené à les regrouper, d'abord en six ensembles ou sous-ensembles (dialectes) principaux, se référant souvent à un nom d'ancienne province : auvergnat, limousin, gascon (et béarnais, aranais), languedocien, provençal, vivaro-alpin. Le catalan est parlé dans les Pyrénées-Orientales (en France) et en Espagne (Catalogne notamment) ; l'aranais est parlé dans le Val d'Aran (en Espagne).

### Classification des langues et dialectes
Les travaux de linguistes ont visé ensuite à classer ces  langues et dialectes occitano-romans en groupes supra-dialectaux.
La classification proposée pour la première fois par Pierre Bec, structure l'ensemble occitano-roman en trois groupes supra-dialectaux : 
- L'aquitano-pyrénéen inclut le gascon, le languedocien pyrénéen et le catalan ;
- L'occitan central, principalement languedocien ;
- L'arverno-méditerranéen regroupe l'ensemble nord-occitan (dialectes auvergnat, limousin et vivaro-alpin) et le provençal.

Le principe de cette classification est partagé par le linguiste Domergue Sumien ; il reprend le groupe supra-dialectal aquitano-pyrénéen (le gascon, le languedocien pyrénéen et le catalan) de Pierre Bec ; toutefois, Domergue Sumien lui superpose un groupe plus large, qu'il nomme préibérique, et qui inclut le gascon, le languedocien (en entier) et le catalan.
Auparavant, le linguiste Gerhard Rohlfs (1892-1986) avait comparé les idiomes pyrénéens (aragonais, basque, catalan, gascon, languedocien) et noté les traits (vocabulaire notamment) communs à plusieurs, en utilisant les dictionnaires existants complétés d'enquêtes sur le terrain, des deux versants des Pyrénées. Son livre synthétise le résultat de ses travaux. En particulier, il renforce la proposition d'un substrat basque, dans le gascon, issu de l'aquitain.
Vers la fin du XIXe siècle, Achille Luchaire avait publié ses Études sur les idiomes pyrénéens de la région française (1879), travaux de linguistique gasconne et basque comparé(e)s. L'idée d'un apparentement était alors contestée...

## Traits particuliers
L'ensemble aquitano-pyrénéen partage des traits communs qui le distinguent des autres groupes supra-dialectaux indiqués plus haut, ses composantes montrant par ailleurs des traits distinctifs entre elles.

### Traits communs
Le gascon et le languedocien pyrénéen partagent avec le catalan plusieurs traits, qui caractérisent l'aquitano-pyrénéen :
- Evolution du latin –CT- en - T -: factu > fach (arverno-méditerranéen) / fait,hèit,fet (aquitano-pyrénéen)  ;  lacte > lach (arverno-méditerranéen) / lait,lèit,llet (aquitano-pyrénéen). Le domaine occitano-roman est ainsi divisé en deux parties distinctes : l’absence de palatisation est un phénomène aquitano-pyrénéen, partagé par la plupart des idiomes ibéro-romanes de la péninsule ibérique (dont portugais et aragonais) excepté le castillan (l'espagnol). Note : la palatisation CA > CHA est, elle, une caractéristique du domaine nord-occitan (et du français).
- D'origine aquitano-pyrénéenne également, l'absence de la labiodentale v : la consonne v est prononcée comme b (si consonne initiale du mot) ou comme w en intervocalique. Le bétacisme ([b] seul pour [b] et [v] ailleurs) est présent dans l’aire nommée préibérique.
- Inflexion aj > ɛj, e en aquitano-pyrénéen (fait / hèit / fet, lait / lèit / llet, fraisse / hrèisho / freixe).
- L’aquitano-pyrénéen conserve l'articulation des consonnes finales et de –s au pluriel.

### Traits distinctifs
Un faisceau d'isoglosses sépare par ailleurs le gascon et le languedocien.
Parmi les plus connus, en gascon : f transformé en h, la chute du n intervocalique, arr- en place de r- initial (trait apparenté à l'aragonais) et –ll en finale aboutit à th (castellus > casteth, lang. castel).

## Espace aquitano-pyrénéen
La limite nord de l'aire aquitano-pyrénéenne est voisine d'une « ligne Bordeaux-Narbonne », écrit Pierre Bec. Cette aire contient les territoires gascons au sud-ouest, puis languedociens ( P. Bec précise pour languedocien pyrénéen : « toulousain, fuxéen, carcassonnais, donésanais, narbonnais »), et catalans au sud-est. 

### Territoires gascons
La limite la plus naturelle de la Gascogne, aire des parlers gascons, est : à l'ouest, l'océan Atlantique. Au sud, les Pyrénées séparent en grande partie la Gascogne de l'Aragon et de la Navarre. La limite principale (isoglosses) du gascon est proche de la Garonne au nord de Toulouse, puis située entre la Garonne et l'Ariège au sud de leur confluence : la limite gascon/languedocien suit alors à distance le cours de l'Ariège jusqu'aux Pyrénées.

### Territoires languedociens
L'information de Pierre Bec sur le languedocien pyrénéen (variants « toulousain, fuxéen, carcassonnais, donésanais, narbonnais ») permet de préciser (en partie) les territoires correspondants :
- La ville de Toulouse (toulousain), ancienne capitale du comté de Toulouse et du Languedoc, est riveraine de la Garonne ; elle est située au voisinage (nord) de la confluence entre la Garonne et l'Ariège affluent oriental (rive droite). A l'ouest du Languedoc "pyrénéen" s’étend la Gascogne, au-delà de la Garonne (et de la forêt de Bouconne).
- La ville de Foix (fuxéen) était le siège de l'ancien comté de Foix ; elle est située sur l'Ariège.
- Le Donezan (donésanais) est une région naturelle de l'Ariège, ancienne possession du comté de Foix. Le Donezan fait partie de la Haute vallée de l'Aude.
- La ville de Carcassonne (carcassonnais) est traversée par l'Aude, dont celle de Narbonne (narbonnais) est riveraine. Les deux sont dans le département (et bassin versant) éponyme. Le seuil de Naurouze (ou du Lauragais) est sur la ligne de partage des eaux entre les bassins versants de la Garonne et de l'Aude.

Ainsi, la majeure partie du bassin versant de l'Aude, des Pyrénées à la mer Méditerranée (dont vallée de l'Aude) fait partie de l'aire du languedocien pyrénéen ; mais il est vraisemblable que la limite sud du Massif central (Montagne Noire, Cévennes) corresponde à la limite nord de l'aquitano-pyrénéen, dans son aire languedocienne.

### Territoires catalans
Le département des Pyrénées-Orientales représente la partie française des Pays catalans dont la majeure partie est en Espagne (Catalogne notamment).
Ce département est issu de l’ancienne province de Roussillon, et au sud de l'aire du languedocien pyrénéen.